# Термополіроване скло

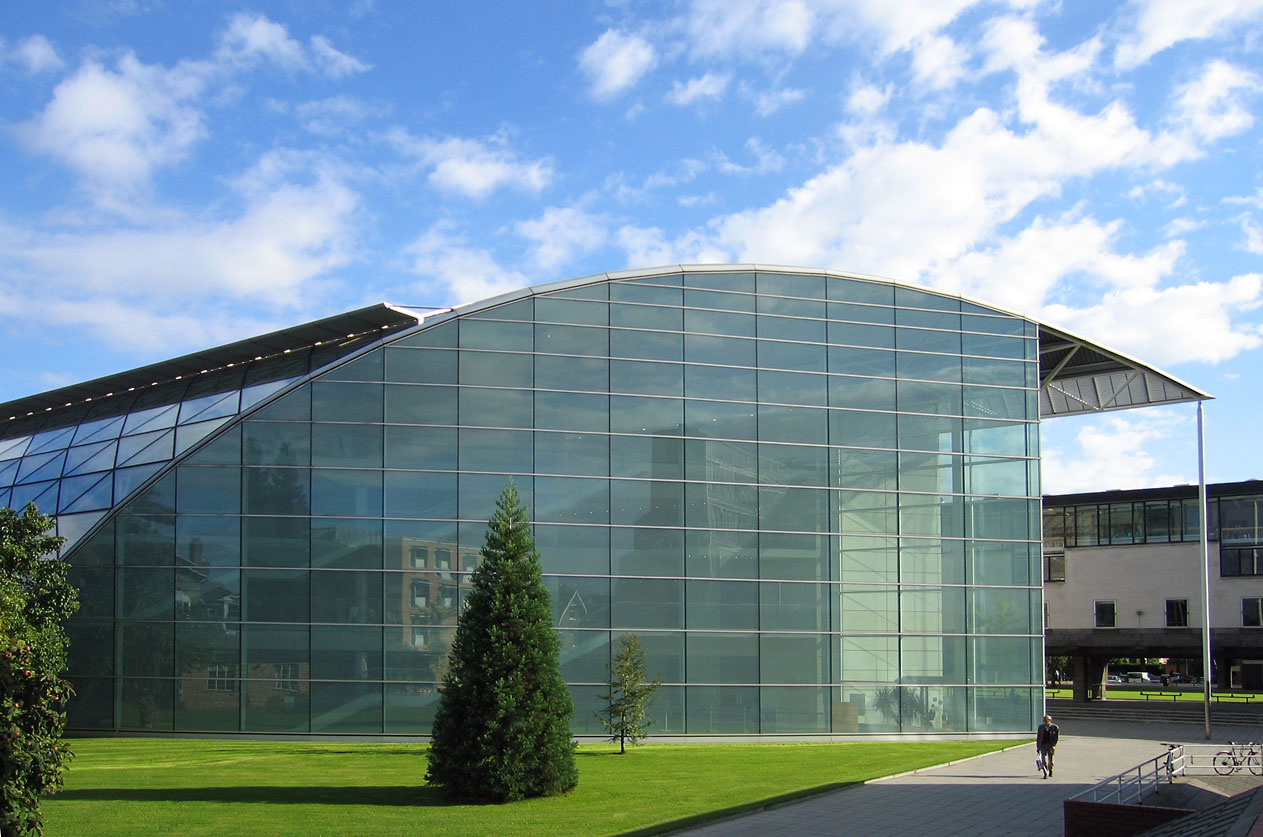
Скляний фасад факультету права Кембриджського університету

Термополіро́ване скло — поширений вид листового скла, що широко використовують у будівництві. Відноситься до архітектурного скла.

## Виготовлення

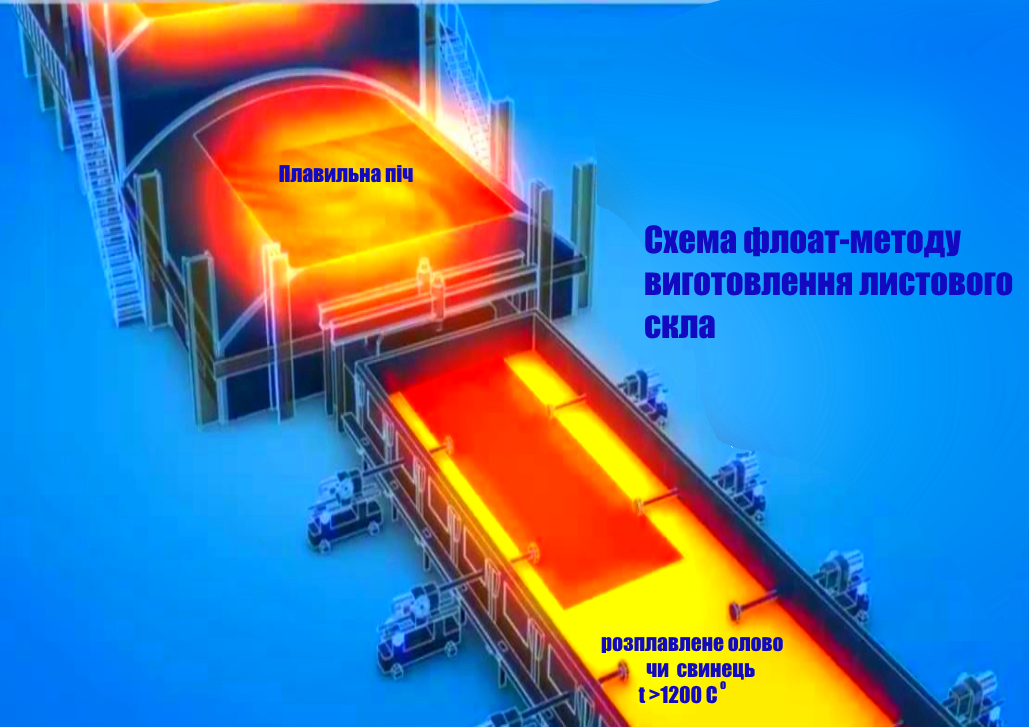
Схема флоат-методу виготовлення листового скла

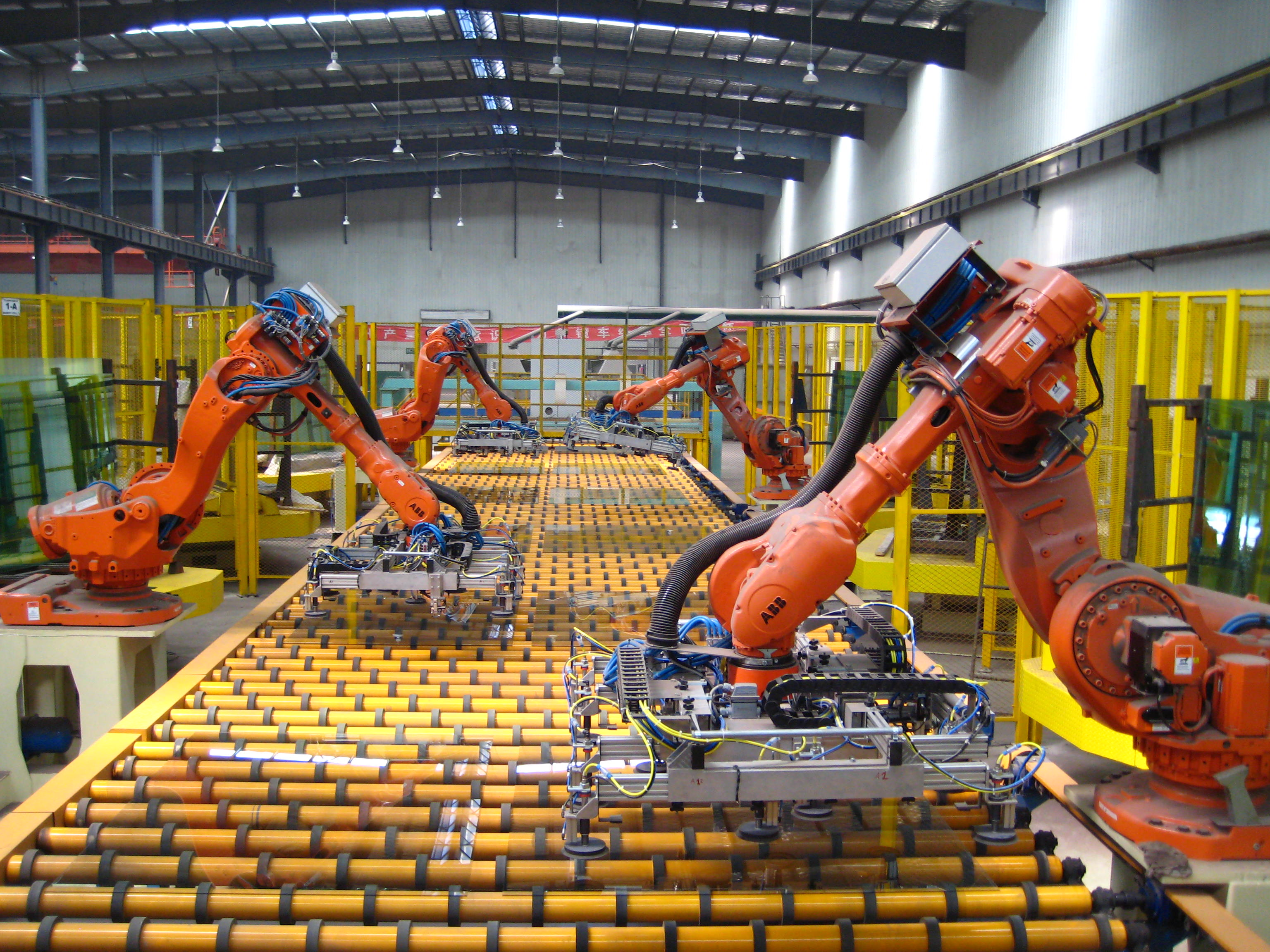
На заводі з виробництва скла флоат-методом

Виготовляється таке скло методом термічного формування на розплаві металу, наприклад олова або свинцю. Цей метод виготовлення скла називається флоат-методом (від англ. float — плавати, спливати)  — його у 1952 р. винайшов Аластер Пілкінгтон. Флоат-метод дає змогу одержувати скло високої якості у великих кількостях. У порівнянні із традиційними методами виготовлення скла (метод Еміля Фурко, тягнене скло) флоат-метод продуктивніший, якість одержуваного скла стабільна. 

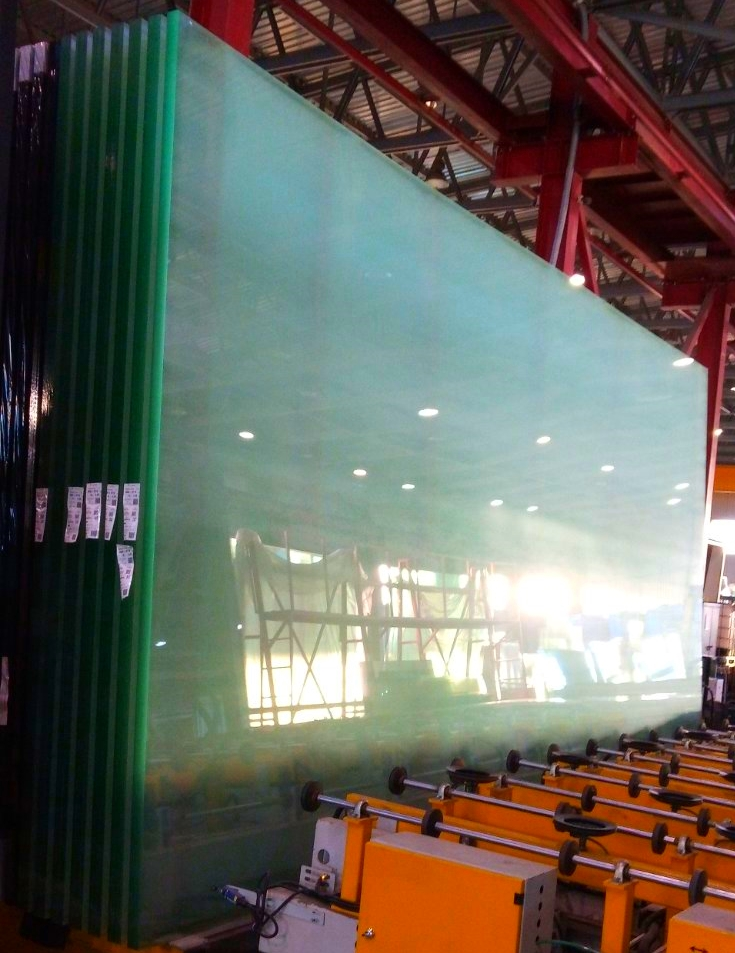
Листи скла у джамбо-форматі, підготовані до порізки на виробництві склопакетів

Сутність флоат-методу полягає у тому, що зі скловарної печі скло надходить на охолодження й відпал не відразу, а через спеціальну ванну з розплавленим оловом, і не по вертикальній площині у вигляді стрічки, а по горизонтальній. Розплавлена скляна маса температурою близько 1000º C виливається у ванну з розплавленим оловом. Рівномірно розливаючись, скло саме формує ідеально гладку поверхню. 
Товщина скла
задається комбінацією чинників, таких як нагрівання / охолодження, механічна дія бортоформувальних машин та швидкість виходу скла з ванни. Після відпалу (контрольованого процесу охолодження — технологічна ідея схожа на відпуск металів чи охолодження глини після випалу в гончарстві) поверхні отриманого скла є ідеально гладкими та паралельними одна  одній. Дана технологія надає флоат-склу виняткову рівність і відсутність будь-яких видимих дефектів на поверхні.  В результаті цього процесу виготовляється прозоре чи тоноване в масі скло, а також скло з функціональними покриттями, що використовуються в будівельній та автомобільній галузях. Спочатку було можливо виробництво скла товщиною не менше 6 мм. Сьогодні товщину можна варіювати з 0,4 до 25 мм.
Етапи
Компоненти для виробництва: пісок, доломіт, кальцинована сода, вапняк,— проходять контроль якості та змішуються в чітко вивірених пропорціях. В результаті  сухого змішування отримується шихта (сировина для технології).
Шихта з додаванням певного  об’єму скляного бою завантажується в плавильну піч, де стабільно підтримується температура понад 1500°С. Склобій додається, щоб знизити витрату газу і знизити кількість відходів.
У плавильні формується рідка скляна маса, нагріта до 1100°С. В такому стані суміш виливають на шар розігрітого також до рідкого стану олова. Остання деталь не випадкова, оскільки поверхня цього металу ідеальна з точки зору її рівності і гладкості.
Скляна маса розтікається по металу, формуючи практично ідеальний шар завтовшки 2-25 мм. До слова, товщина регулюється швидкістю виливання складу. На цьому етапі скло охолоджується до 600°С.
Остигле і в певній мірі затверділе скло переходить в зону відпалу. За допомогою додаткової теплової обробки відбувається контрольоване охолодження матеріалу, чим забезпечується йому належна механічна міцність. В результаті скло має гладенькі поверхні ідеальної рівності і вже піддається різанню.
Скляна заготівля миється, аналізується відповідно до стандартів якості, після чого нарізається на листи з необхідними розмірами. Склобій, який неминуче залишається при нарізці, повторно відправляється в плавильну піч.
Нарізані листи складаються в пачки на стійках, і в такому вигляді відвозяться на склад або відвантажуються відразу на продаж.

## Переваги

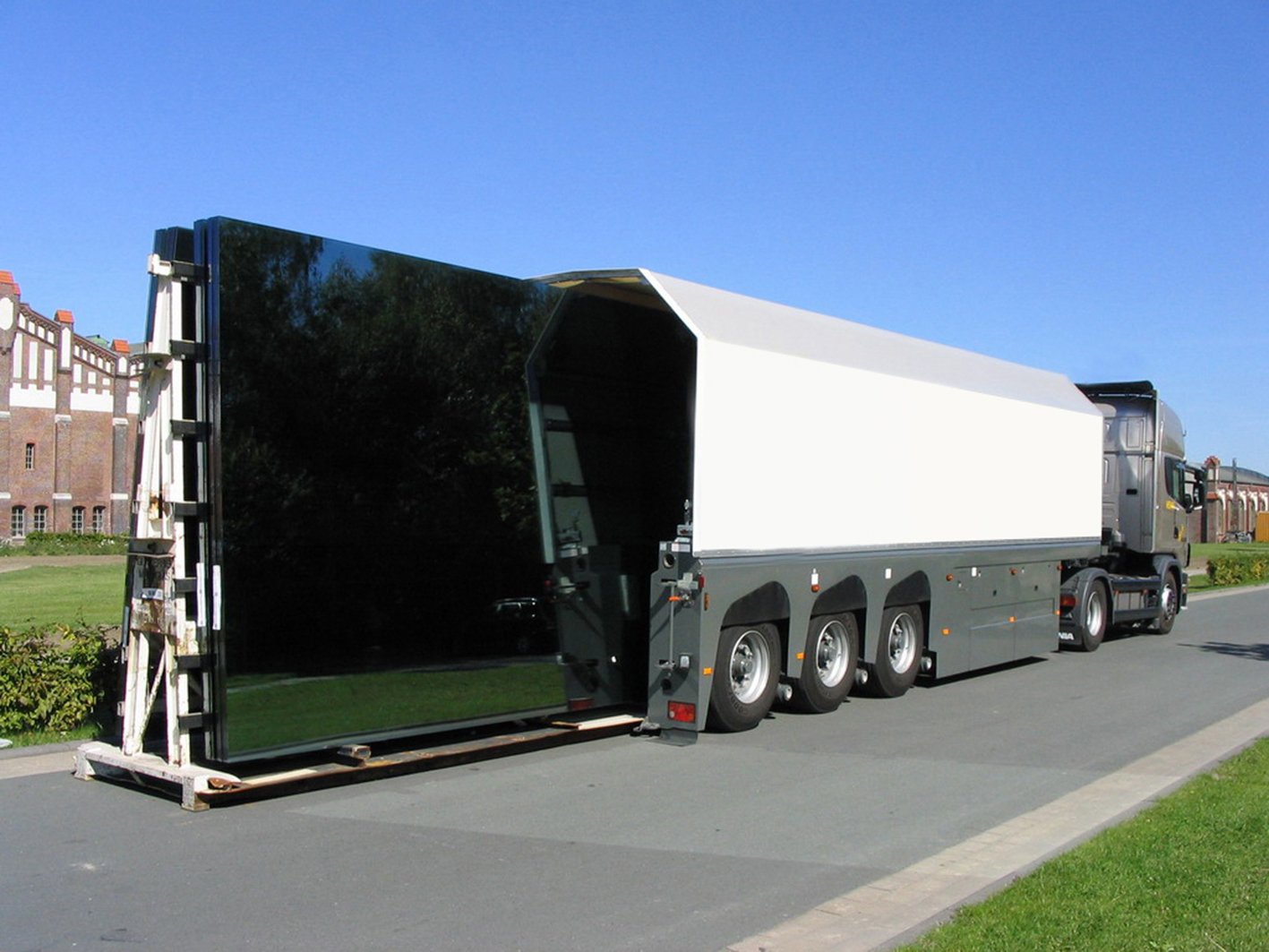
Зовнішній вигляд "джамбовоза"

З винаходом флоат-методу зникла необхідність у додатковому поліруванні й шліфуванні скла. Флоат-скло вирізняється високою оптичною прозорістю, ідеально пласкими й паралельними поверхнями. Як правило, флоат-скло виготовляється товщиною від 3 до 19 мм. Можна одержати флоат-методом скло тонше 3 мм, однак у будівельних цілях таке скло використовувати не бажано. З нього виготовляють склопакети для вікон і дверей, скляні меблі, акваріуми, вітрини для торговельного устаткування, скляні вітрини магазинів, використовують для засклення лоджій і балконів.

## Застосування
Для зручності транспортування скляні листи виготовляються
- у джамбо-форматі (6000 х 3210 мм); найбільший із серійних розмірів листового флоат-скла;  перевозяться спецпричепами, т.званими "джамбовозами" [2]
- упаковані в дерев'яні ящики (3210 х 2250 мм чи DLF-формат), перевозяться вантажними автомобілями, обладнаними спеціальними "пірамідами" [3]